# Savart
Das Savart /saˈvaːr/ (nach Félix Savart; älterer Name der Einheit: Eptaméride) ist eine Hilfsmaßeinheit für musikalische Intervalle. 1000 Savart entspricht einem Frequenzverhältnis von 10:1.
Heute wird anstelle des Savart üblicherweise das Centmaß verwendet, gelegentlich auch die Millioktave.

## Definition
Ist {\displaystyle {\frac {f_{2}}{f_{1}}}} das Frequenzverhältnis, das ein gegebenes Intervall bestimmt, so ist der dazugehörige Savart-Wert:
{\displaystyle s=1000\cdot \log _{10}\left({\frac {f_{2}}{f_{1}}}\right)}
{\displaystyle {\begin{aligned}\Leftrightarrow {\frac {f_{2}}{f_{1}}}&=10^{\frac {s}{1000}}\\&=({\sqrt[{1000}]{10}})^{s}\\&\approx 1{,}0023^{s}\end{aligned}}}
Wie das gebräuchlichere Centmaß ist das Savart also ein logarithmisches Maß für Intervalle. Daher kann man Intervallgrößen in Savart addieren, anstatt sie wie bei Frequenzverhältnissen multiplizieren zu müssen.
Beispiel:
| Intervall  | Frequenzverhältnis | in Savart | In Cent |
| ---------- | ------------------ | --------- | ------- |
| 1 Oktave   | 2:1                | 301       | 1200    |
| 2 Oktaven  | 4:1                | 602       | 2400    |
| 3 Oktaven  | 8:1                | 903       | 3600    |
| Quinte     | 3:2                | 176       | 0702    |
| Quarte     | 4:3                | 125       | 0498    |
| große Terz | 5:4                | 097       | 0386    |

## Umrechnungen
{\displaystyle 1\ \mathrm {Savart} ={\frac {1200}{1000\cdot \log _{10}(2)}}\ \mathrm {Cent} \approx 3{,}986\ \mathrm {Cent} }
{\displaystyle 1\ \mathrm {Savart} ={\frac {1}{\log _{10}(2)}}\ \mathrm {Millioktaven} \approx 3{,}3219\ \mathrm {Millioktaven} }
{\displaystyle \Leftrightarrow 1\ \mathrm {Oktave} \approx 301{,}03\ \mathrm {Savart} }

## Geschichte
Das Savart wurde 1701 vom französischen Akustiker Joseph Sauveur erfunden und von ihm als Eptaméride oder Heptaméride bezeichnet.